# 麦考尔斯大坝州立公园
麦考尔斯大坝州立公园（英語：McCalls Dam State Park）是占地3.2公頃（8英畝）的宾夕法尼亚州立公园，位于美国宾夕法尼亚州申特县的迈尔斯镇。该公园位于申特县的最东端，克林顿县的南部，联合县的北部。麦考尔斯大坝州立公园位于192号宾夕法尼亚州州道上的R. B. 冬季州立公园和880号宾夕法尼亚州州道上的伊斯特维尔（Eastville）之间的碎石路上，位置偏僻。人们只能在冬季通过雪地摩托或越野滑雪进入公园。
麦考尔斯大坝州立公园有一个小型露营区和一个小型野餐区，并有几张桌子和木炭烤架。公园内没有现代化的厕所设施。由于公园内没有垃圾收集站，因此要求游客自行带走所有垃圾。 
该公园因约翰尼·麦考尔（Johnny McCall）于1850年在白鹿溪上建造的防溅水坝命名。他利用从大坝流出的水为锯木厂提供动力。十六年后，大坝重建，为一系列防溅水坝供水，这些防溅水坝用于将白松原木漂浮到西萨斯奎哈纳河上的锯木厂。该公园的设施最初由平民保护团于1933年建造。磨坊和大坝早已不复存在，但它们与约翰尼·麦考尔一起被铭记在麦考尔大坝州立公园这一名称中。 